# Inaltschuk
Inaltschuk († 1219 in Samarkand) war im frühen 13. Jahrhundert Gouverneur von Otrar. Er ist heutzutage vor allem für seine Verwicklung in die mongolische Invasion von Choresmien (ab 1219) bekannt.

## Hinrichtung der mongolischen Gesandtschaft
Nach militärischen Erfolgen, etwa gegen die Kara-Kitai, war das junge mongolische Reich unter Dschingis Khan stark gewachsen. Zu Beginn des 13. Jahrhunderts existierte somit erstmals eine gemeinsame Grenze zwischen Choresmien und den Mongolen. Dschingis Khan, der Interesse hatte, mit Choresmien Handel zu treiben, schickte 1218 eine Karawane ins choresmische Otrar. Inaltschuk ließ die Karawane verhaften und hinrichten, weil er glaubte, unter diesen befänden sich mongolische Spione. Möglicherweise fühlte er sich von den mongolischen Händlern auch beleidigt, als sie ihn mit dem falschen Titel anredeten. Als auch eine zweite Gesandtschaft der Mongolen bestraft wurde, beschloss Dschingis Khan, Choresmien anzugreifen, um sich für die Behandlung der Gesandten zu rächen.

## Zerstörung von Otrar
1219 erschien die mongolische Armee vor Otrar. Inaltschuk und die Verteidiger der Stadt, die die feindliche Militärmacht massiv unterschätzt hatten, wurden nach längerer Belagerung geschlagen. Die Mongolen töteten die gesamte Garnison (laut Quellen angeblich 60.000 Mann). Auch ein Großteil der Einwohner Otrars wurde massakriert und die Stadt geplündert. Inaltschuk wurde gefangen genommen, nach Samarkand verschleppt und dort von den Mongolen bestraft: Man tötete ihn, indem ihm geschmolzenes Silber in den Rachen gegossen wurde. Anschließend rückten die Mongolen weiter vor und unterwarfen in wenigen Jahren weite Teile des choresmischen Reichs.